# Brunon Hermann
Bruno Hermann – niemiecki przemysłowiec działający na przełomie XIX i XX wieku w Poznaniu oraz okolicach. Dokładne informacje na temat jego życia nie są znane; wiadomo, że przez jakiś czas mieszkał w Berlinie. Jego działalność obejmowała kilka dużych przedsiębiorstw na Wildzie, m.in. Młyn Hermanka oraz zakład obróbki drewna. Obok tego ostatniego, Bruno Hermann postawił okazałą willę. Po włączeniu dzielnicy w granice Poznania 1 kwietnia 1900, został przedstawicielem Wildy przy poznańskim magistracie. Funkcję tę pełnił nieodpłatnie.